# Sint-Lambertuskerk (Neeroeteren)

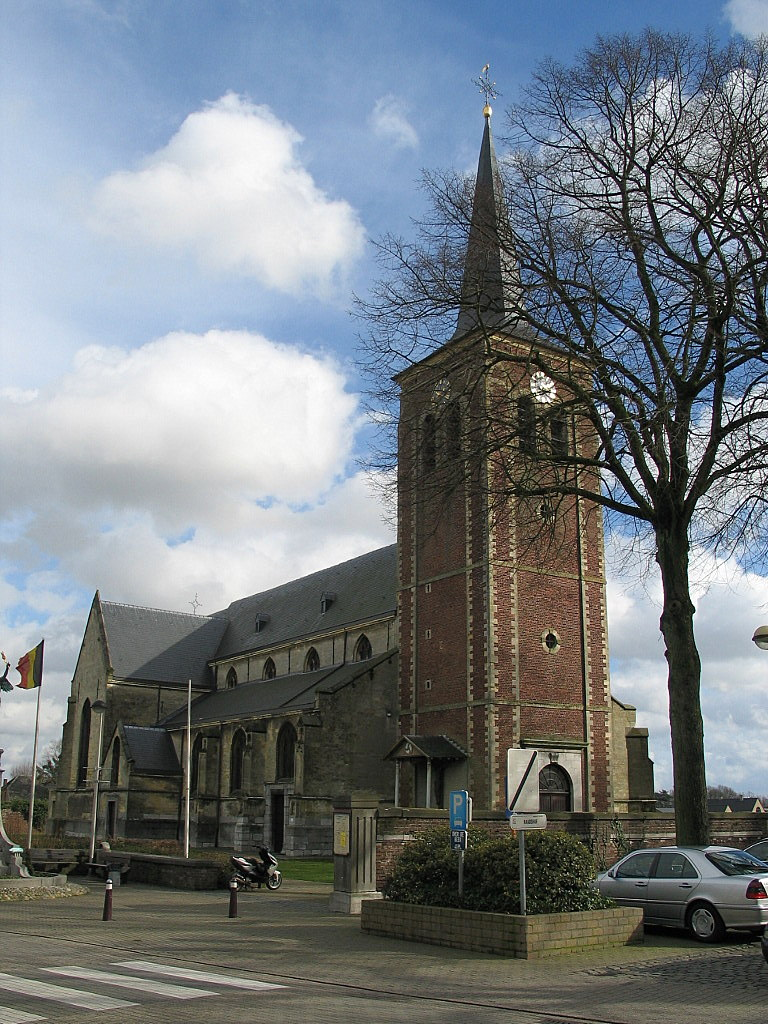
Sint-Lambertuskerk

De Sint-Lambertuskerk is de parochiekerk van Neeroeteren, gelegen aan de Sint-Lambertuskerkstraat.

## Geschiedenis
De eerste kerk in romaanse stijl werd waarschijnlijk tussen 1000 en 1100 gebouwd in opdracht van de abdissen van de Abdij van Thorn. Het gebouwtje was waarschijnlijk uitgevoerd in Maaskeien en hout.
In de 14e eeuw begon men met de bouw van de huidige kerk, waarbij de in Maaskeien uitgevoerde oude kerktoren aanvankelijk behouden bleef. In de 15e eeuw stagneerden de werkzaamheden door de slechte economische en militaire situatie. In 1513 werd de bouw hervat. In 1540 werd toestemming verleend om de bouwvallige toren enigszins te herstellen, maar in 1708 stortte hij in. Een nieuwe toren werd gebouwd, die in 1719 gereed kwam. Ook de schade aan de kerk werd hersteld.
In 1863-1871 volgde restauratie door Herman Jaminé.

## Gebouw
Het gebouw is een kruisbasiliek in Maaslandse gotiek. Het schip en transept zijn uitgevoerd in mergelsteen. De gedeeltelijk ingebouwde westtoren heeft vier geledingen en is uitgevoerd in baksteen, met lijsten en versieringen in Naamse steen.
De laatgotische gewelven bezaten vroeg-16e-eeuwse geschilderde versieringen, bestaande uit ranken en gestileerde bloemmotieven, die in 1765 met pleister overdekt werden, in 1866 herontdekt en weer blootgelegd. Naast de versieringen werden een aantal profeten en het laatste oordeel afgebeeld.

## Meubilair
Begin 20e eeuw werd het meubilair ingrijpend vernieuwd en het meeste is tegenwoordig neogotisch. Het doopvont is laatgotisch, met een deksel uit 1699. De orgelkast is uit 1742.
Enkele oude gepolychromeerde houten heiligenbeelden uit het begin van de 16e eeuw zijn aanwezig, een aantal daarvan worden toegeschreven aan de Meester van Elsloo (Vlaamse Meesters in Situ) respectievelijk Jan van Steffeswert.. Ook van deze beelden werd de polychromie in de 18e eeuw bedekt met kalk die in de 19e eeuw werd verwijderd zodat de polychromie mee verdween.

## Begraafplaats
Onder de toren bevindt zich de grafsteen van Johannes Daniëls, pastoor, uit 1608. Op de begraafplaats welke de kerk omringt bevinden zich enkele grafstenen uit de 16e en de 17e eeuw. Hiertoe behoort het grafmonument voor Frederik de Rhoe (+1535), heer van Sipernau, lid van de adellijke familie Rode van Opsinnich.

## Galerij

### Interieur

Het interieur van de kerk
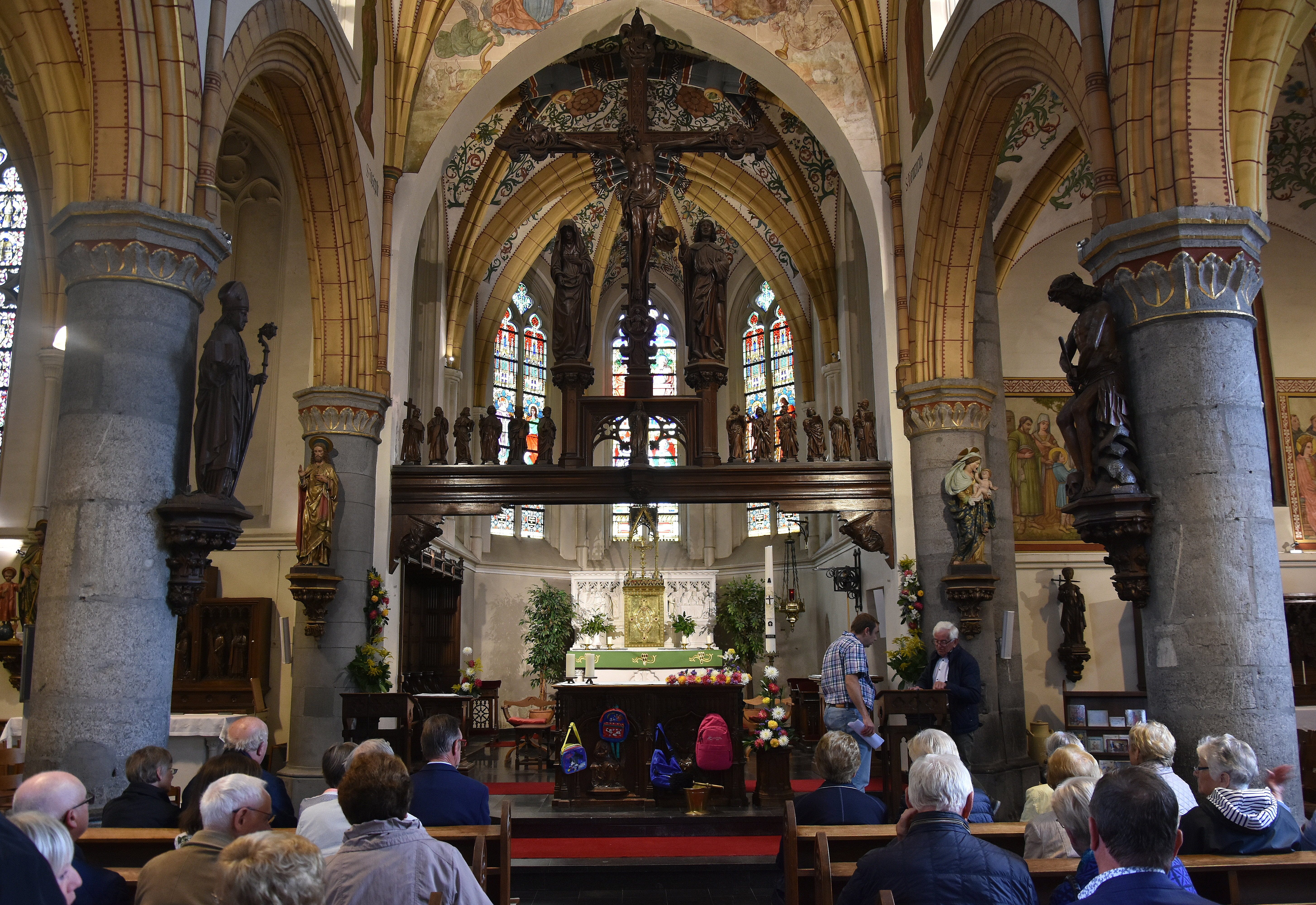
Het priesterkoor
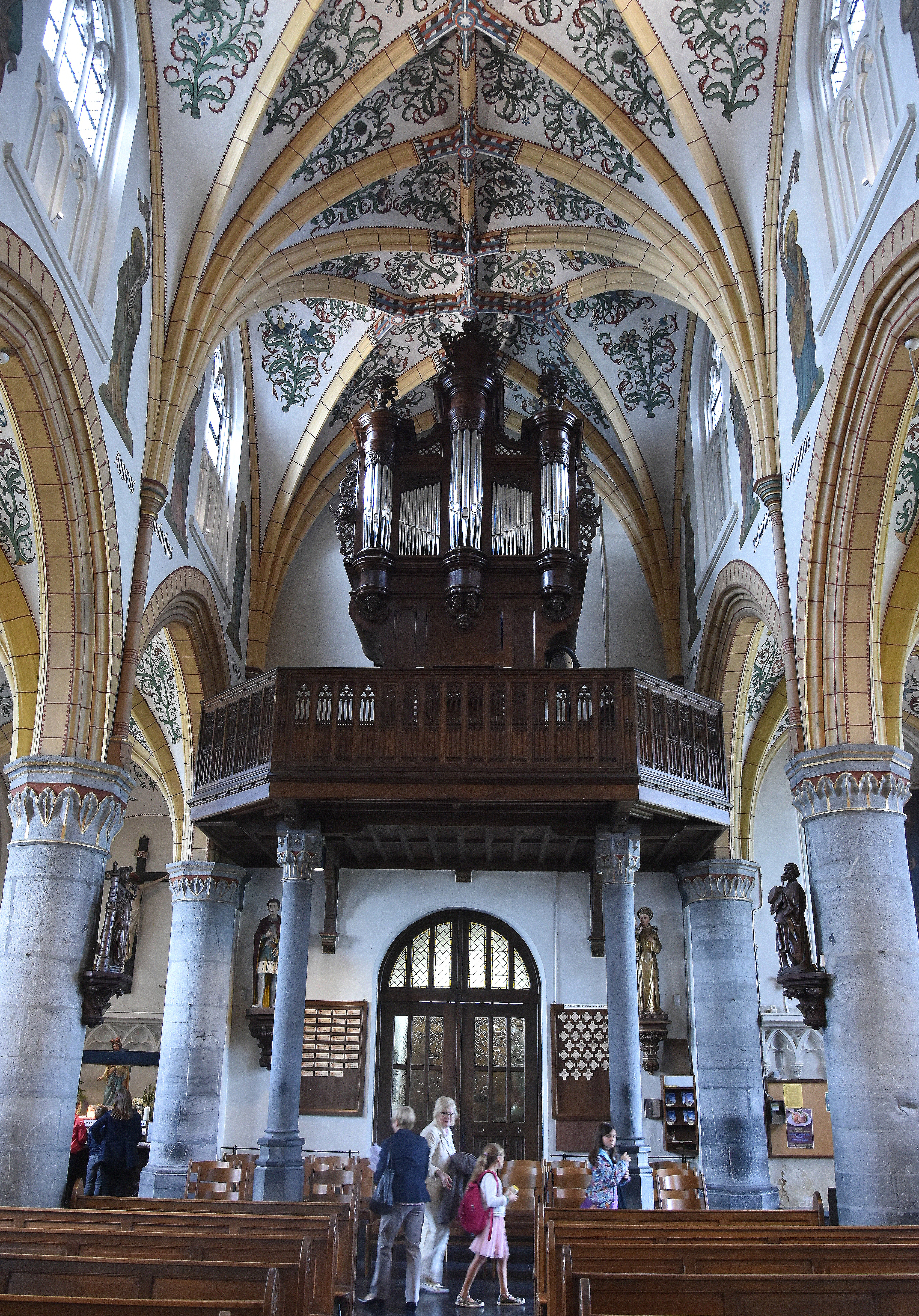
Het kerkorgel
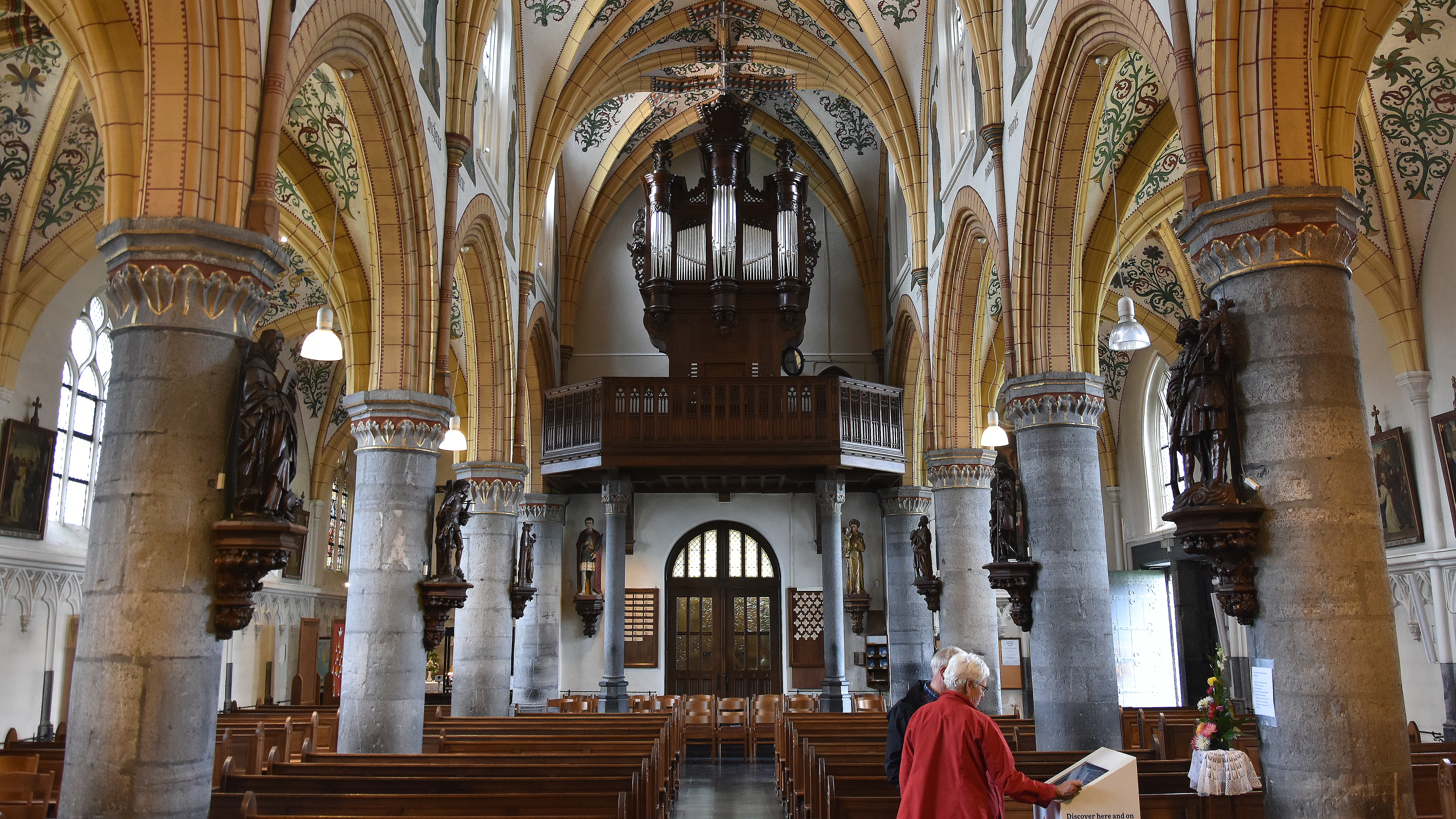
De middenbeuk

### Kunstwerken

Kunstwerken van de Meester van Elsloo en Jan van Steffeswert
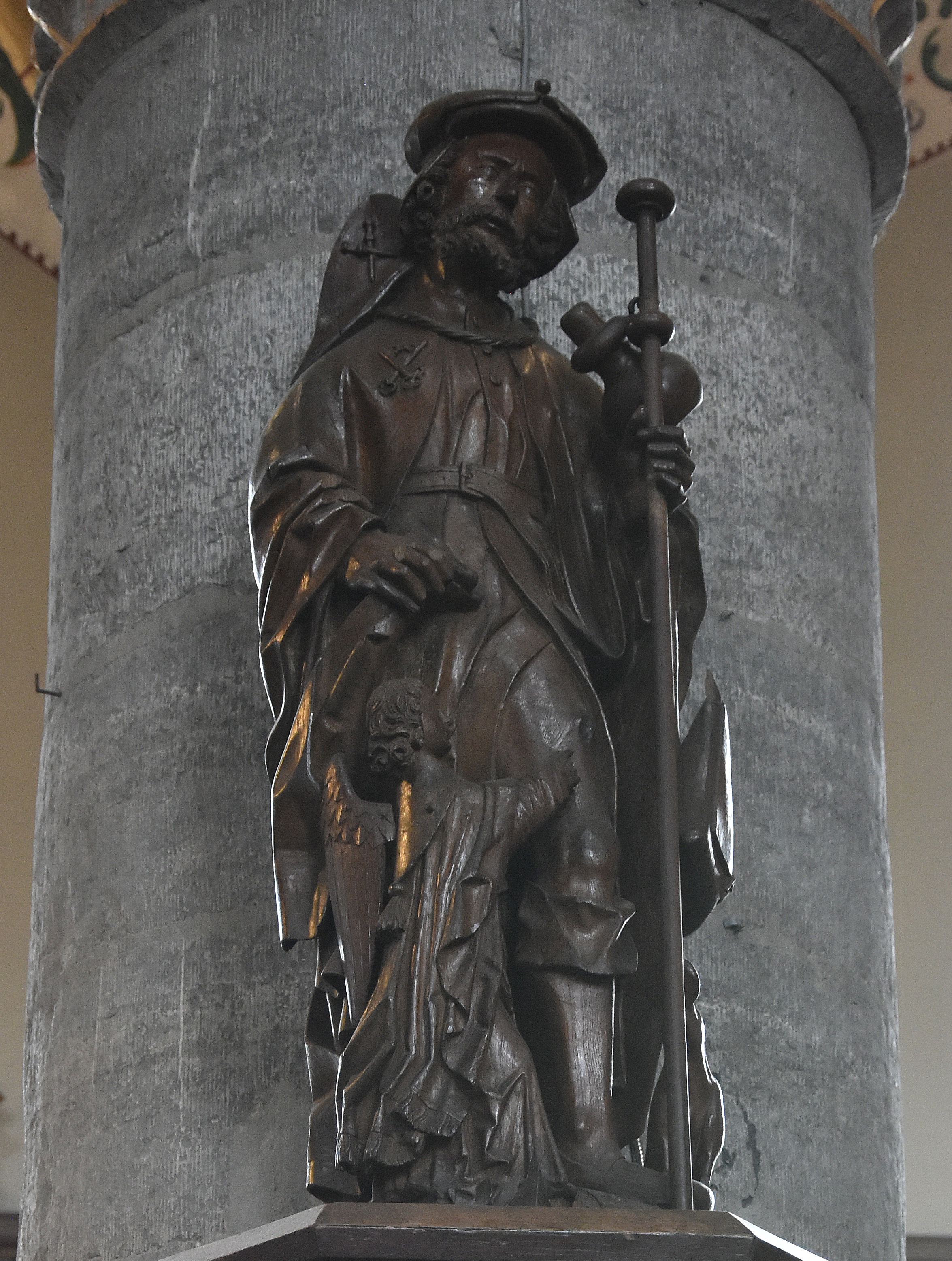
Rochus van Montpellier van de Meester van Elsloo
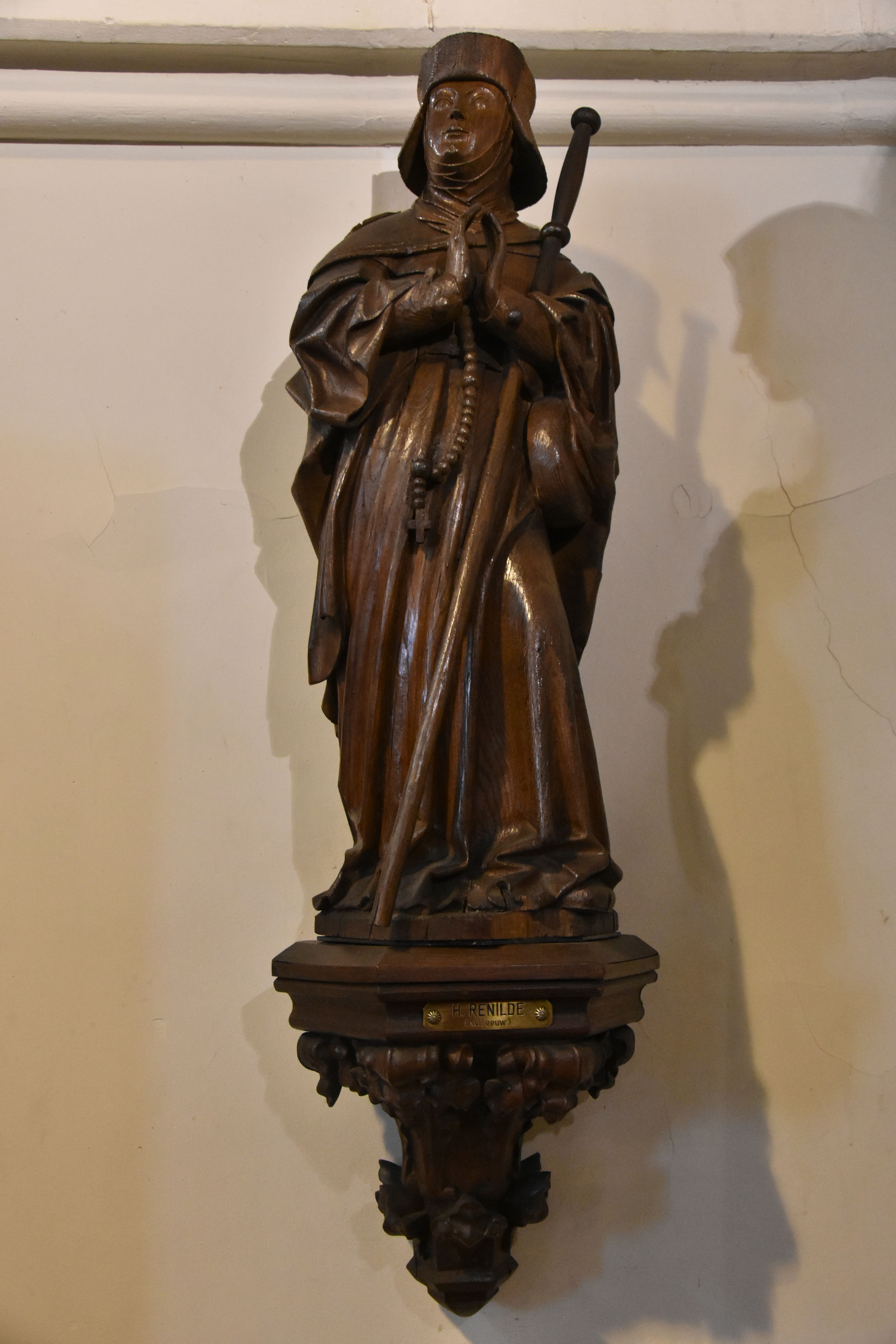
Reinildis van Saintes van de Meester van Elsloo
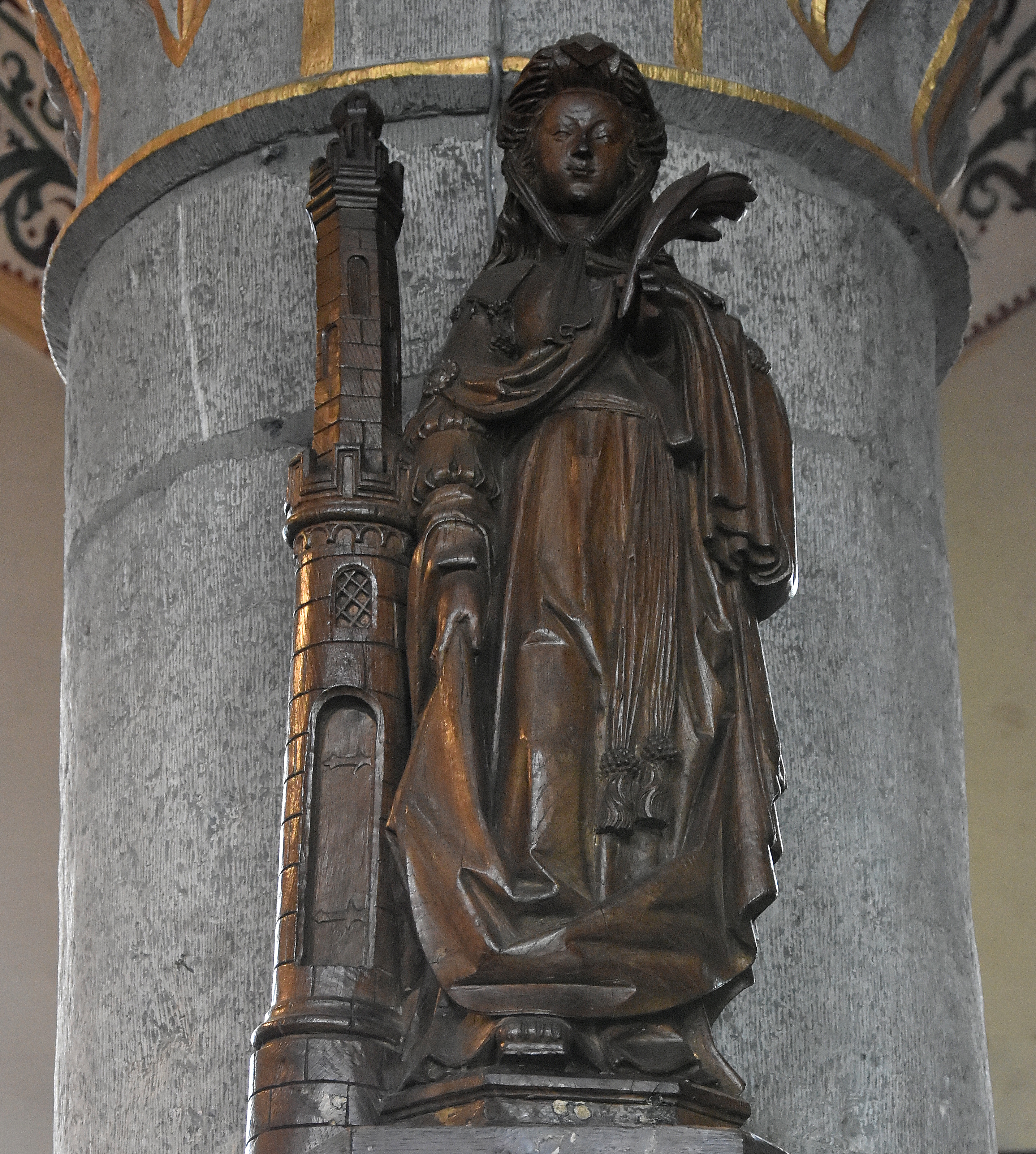
Barbara van Nicomedië van Jan van Steffeswert
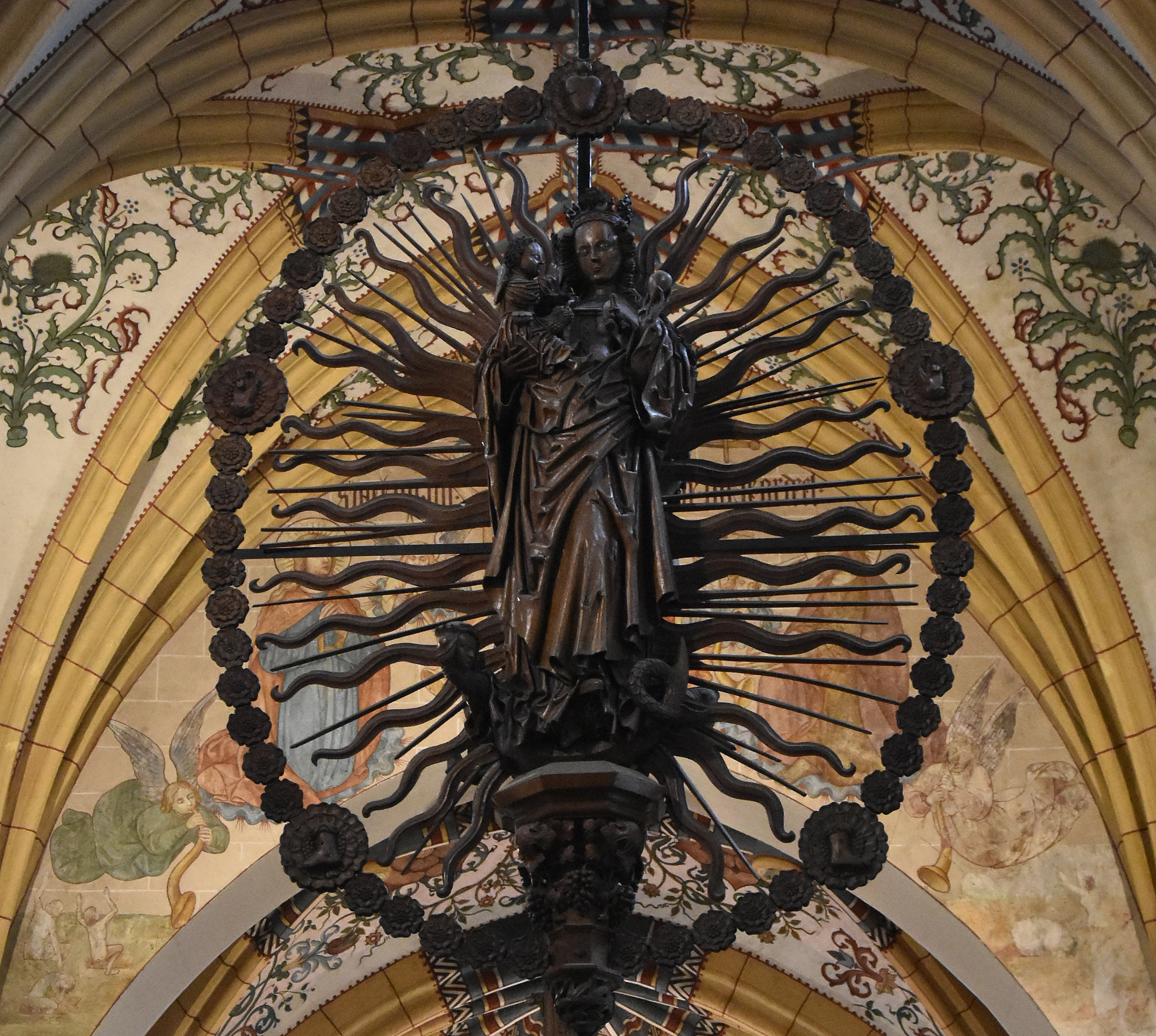
Marianum (voorzijde) van de Meester van Elsloo
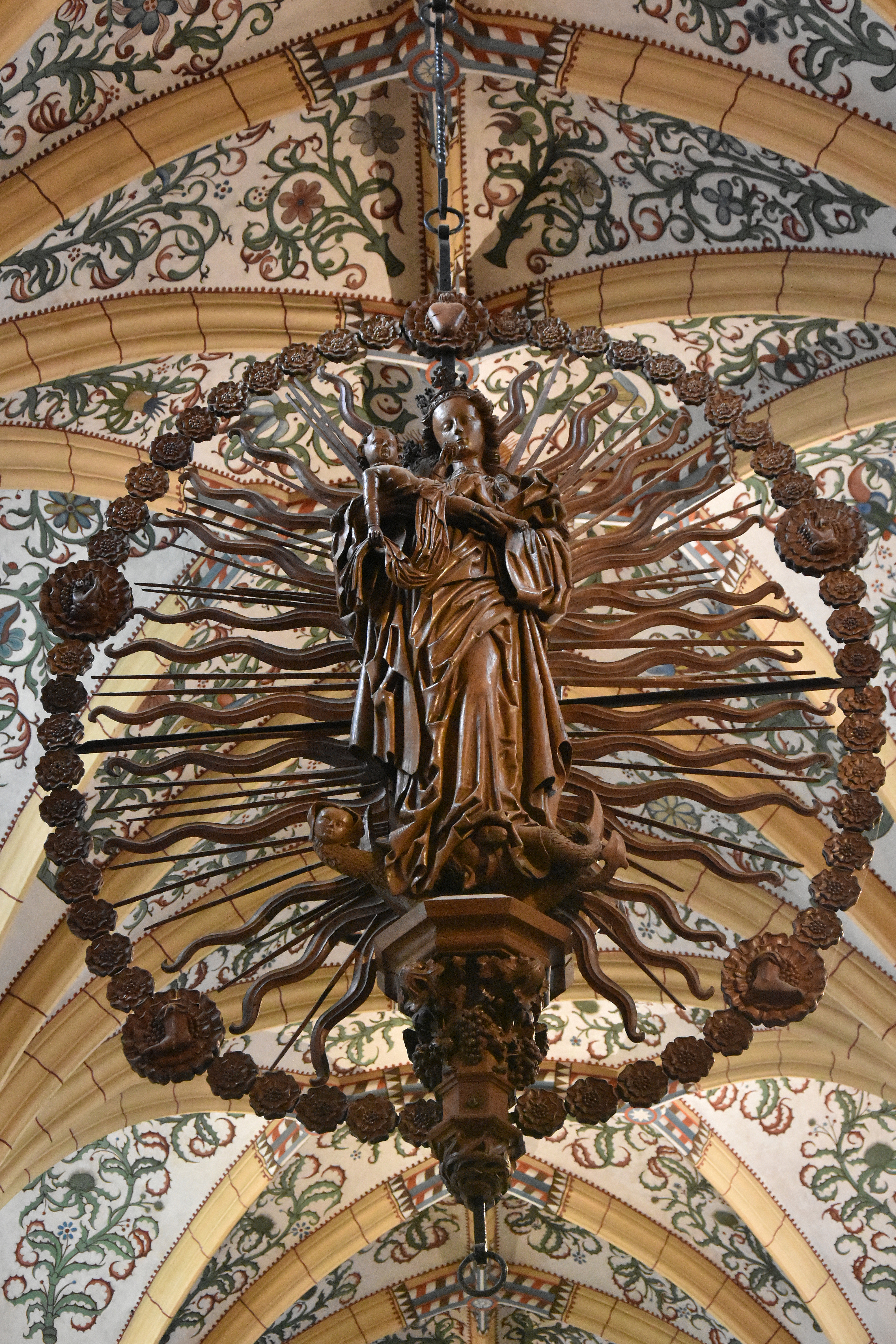
Marianum (achterzijde)
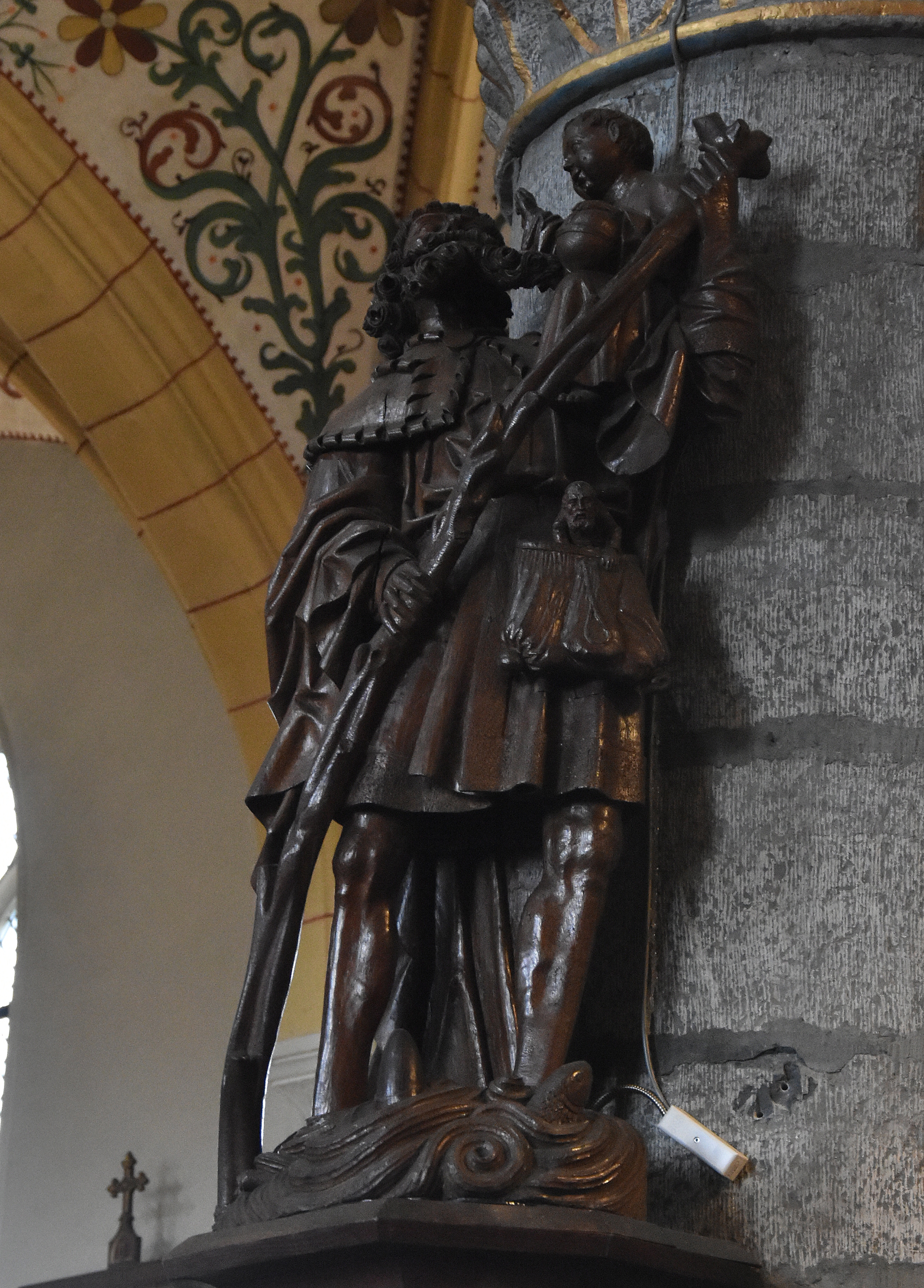
Christoffel van de Meester van Elsloo, beschermd door het topstukkendecreet
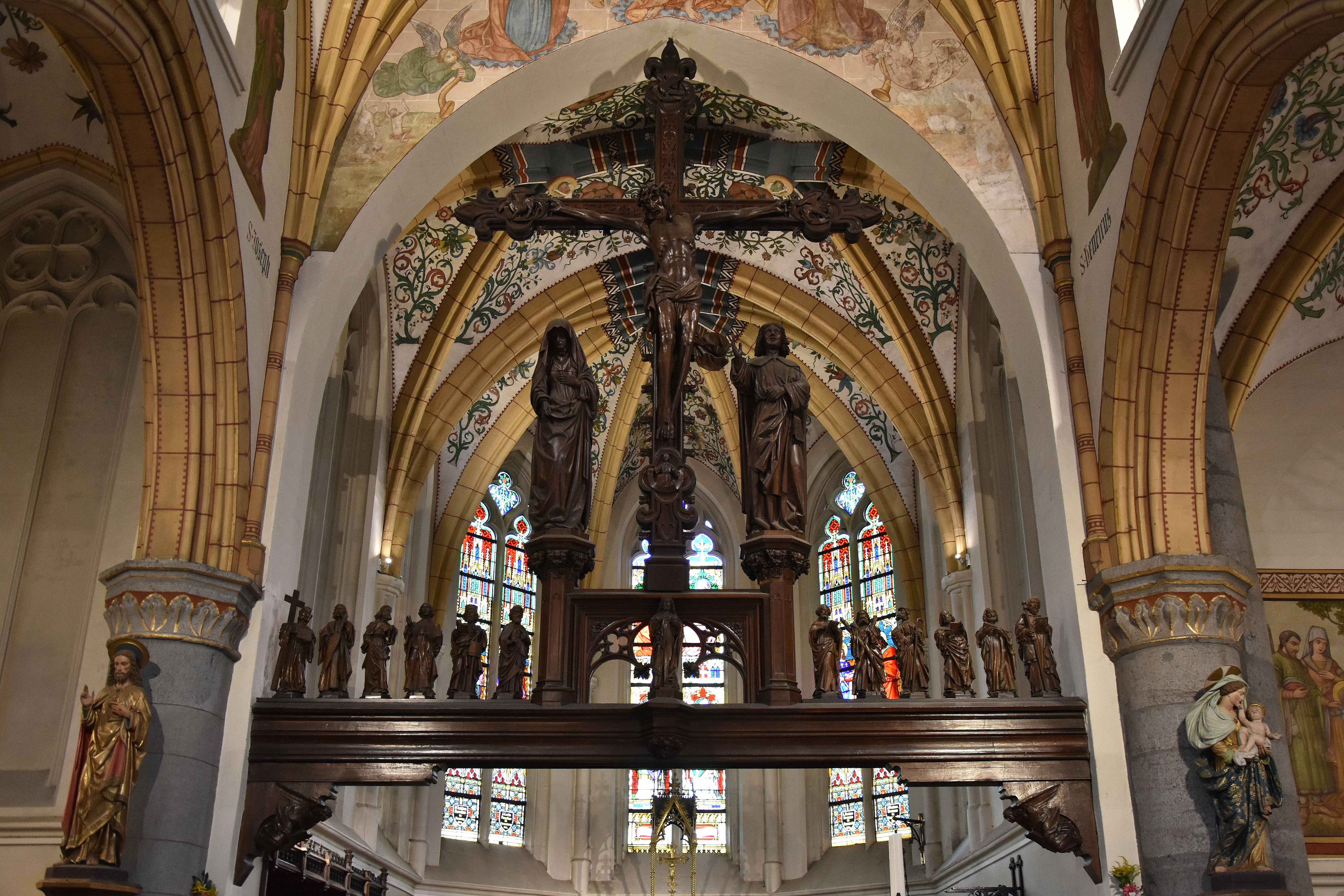
Christus Salvator en apostelbalk van de Meester van Elsloo
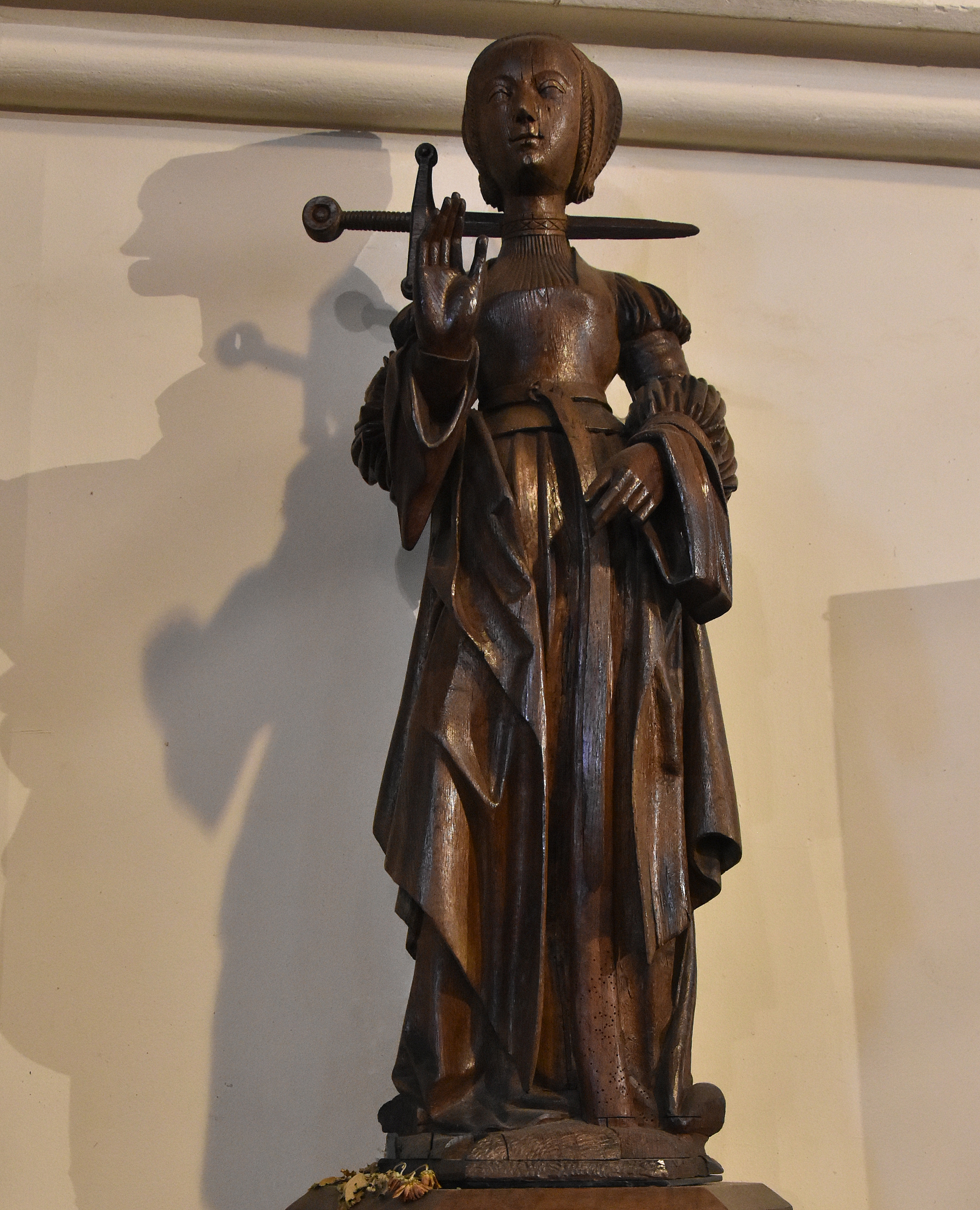
Lucia van Syracuse van de Meester van Elsloo
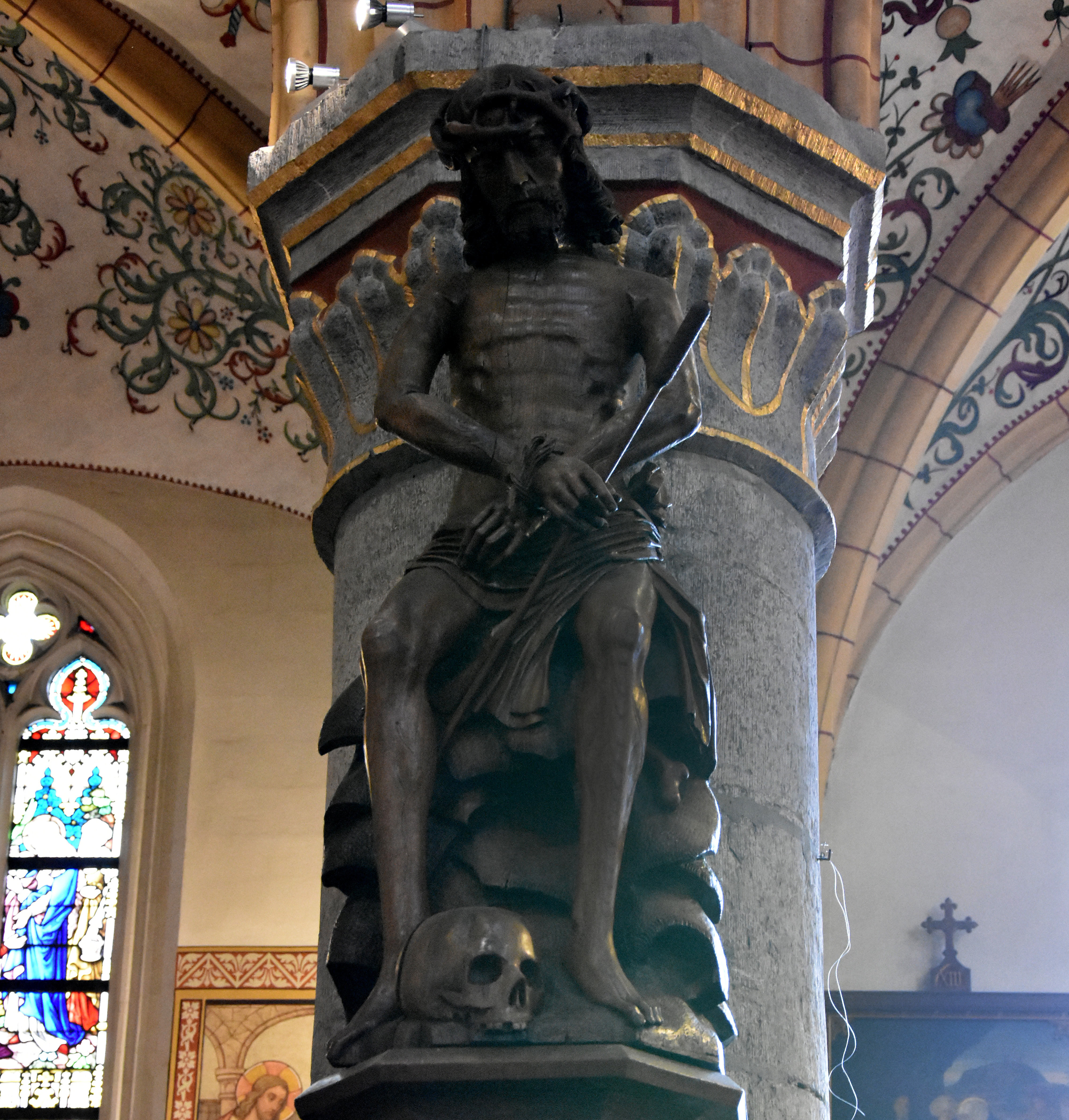
Christus op de koude steen van de Meester van Elsloo
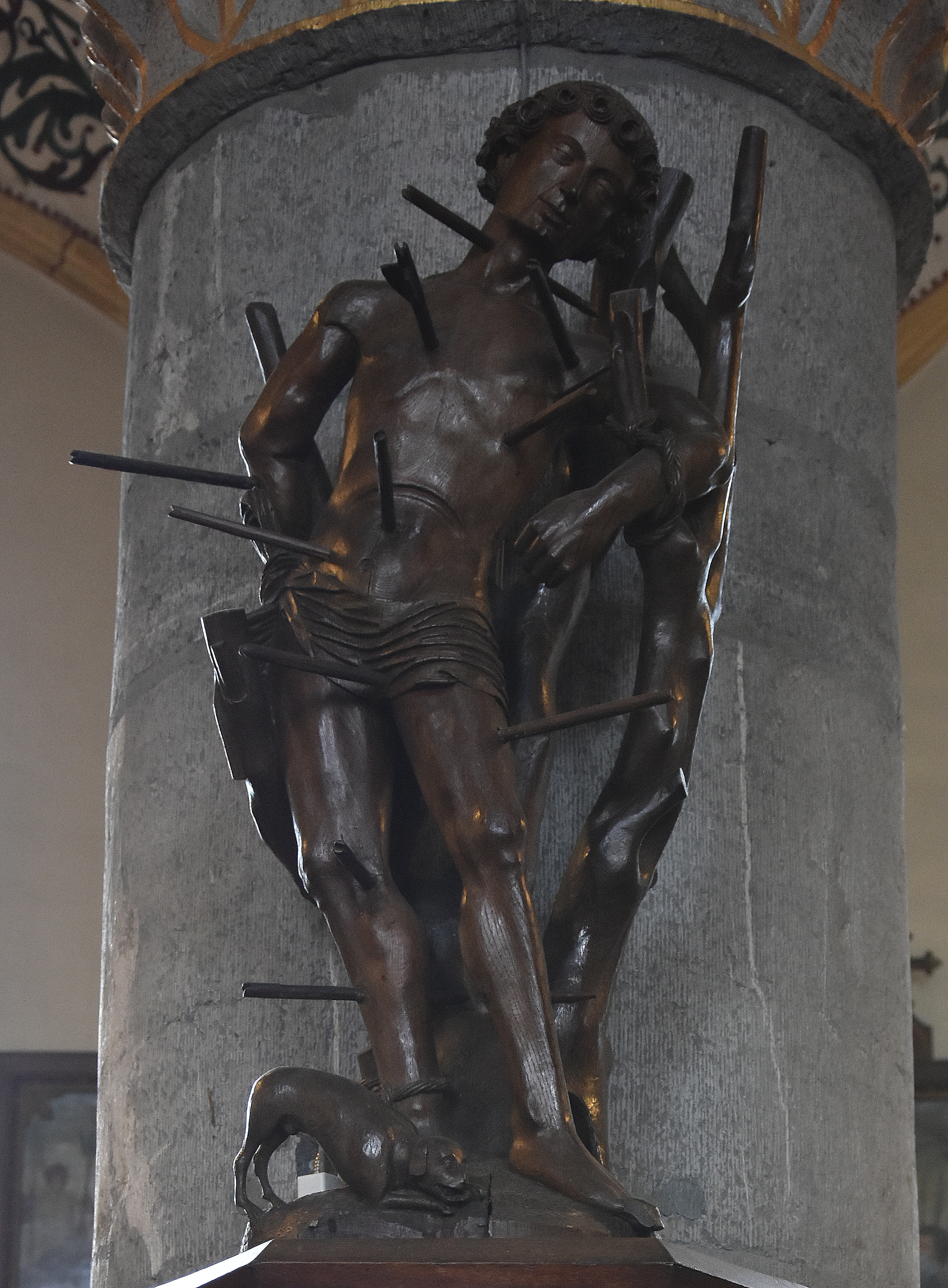
Sebastiaan van de Meester van Elsloo
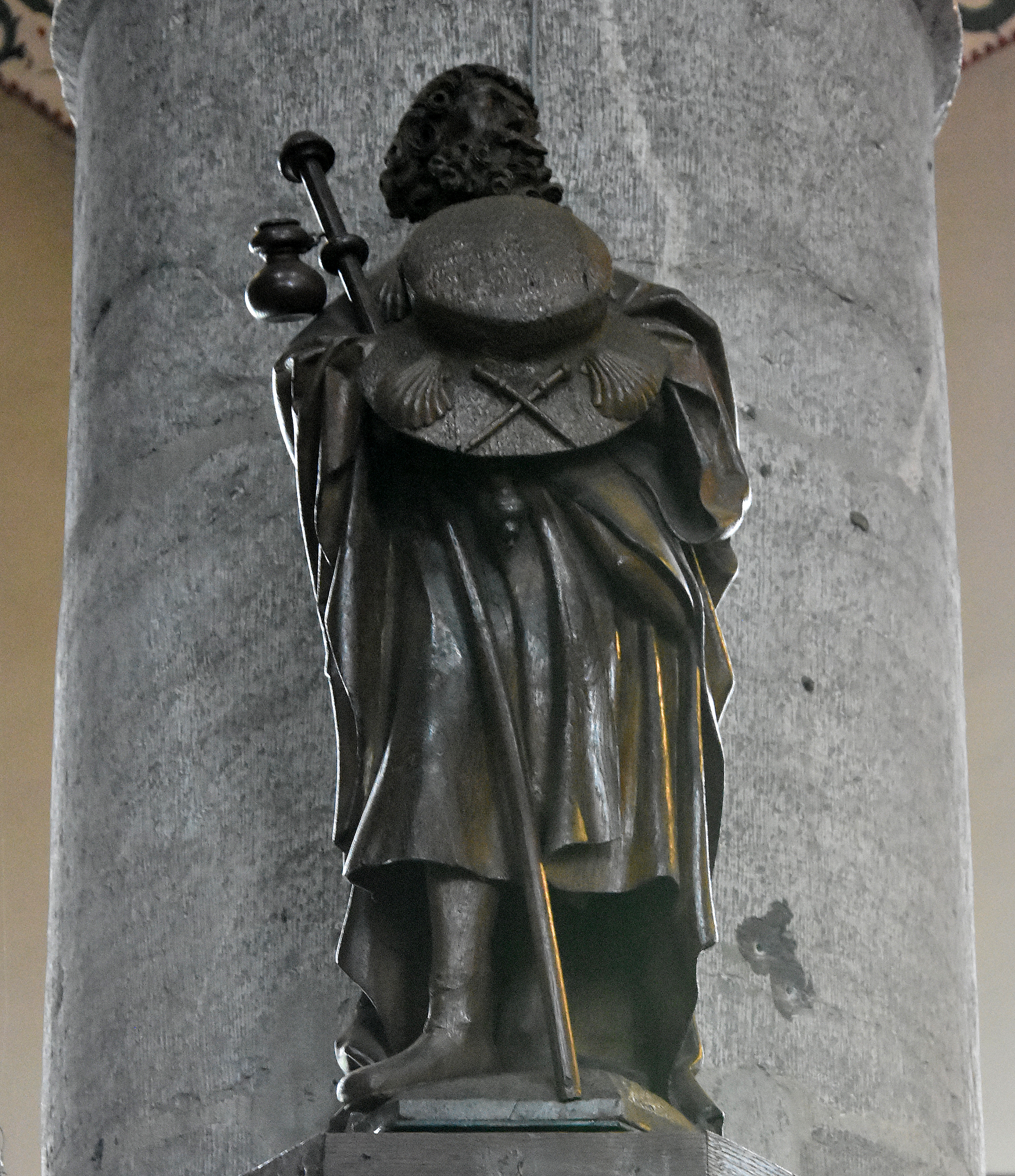
Jakobus de Meerdere van de Meester van Elsloo